# Леннарт Стекеленбург
Леннарт Стекеленбург (нід. Lennart Stekelenburg, 22 жовтня 1986) — нідерландський плавець.
Учасник Олімпійських Ігор 2012 року.
Призер Чемпіонату Європи з водних видів спорту 2010 року.